# Rainforest Alliance
Rainforest Alliance (ou RA) est une ONG américaine qui a pour objectif de préserver la biodiversité et la durabilité. Cette organisation travaille avec des gens dont les moyens de subsistance dépendent de la terre, les aidant à transformer leur méthode de culture, de récolte du bois ou encore d'accueil des voyageurs. 
Cette association est en partenariat avec des entreprises et des consommateurs, venant du monde entier qui leur offrent des biens et services produits de manière responsable envers le marché global où la demande de durabilité est croissante. Son siège se trouve à New York, aux États-Unis. À l'occasion de ses 25 ans, Rainforest Alliance annonce agir sur le terrain, en accompagnant 250 000 exploitations agricoles représentant une surface totale de 1,1 million d’hectares dans plus de 30 pays.

## Création et historique
Rainforest Alliance a été fondée en 1987 par Daniel Katz, basée à New York avec des bureaux dans tous les États-Unis et dans le monde entier.
Une grenouille (plus précisément la rainette aux yeux rouges) figure comme mascotte de l'entreprise, en tant que bioindicateur de la bonne santé de l'environnement où vit l'amphibien. Au-delà, la grenouille se veut un symbole de durabilité.
En juin 2017, Rainforest Alliance et UTZ annoncent leur intention de fusion, légalement finalisée en janvier 2018. 
La nouvelle organisation planifie un nouveau standard de certification, prévu pour 2019, combinant les deux organisations fusionnées. Dans l'intervalle, les deux systèmes fonctionnent en parallèle.

## Principaux programmes
La division d'activités forestières durables tente de réguler une demande croissante en produits forestiers, face à des forêts toujours plus menacées. Le programme SmartWood vérifie notamment la légalité de l'origine du bois commercialisé.[réf. nécessaire]
La division agriculture durable s'efforce de concilier production agricole, biodiversité et environnement. Ses critères sont notamment : la préservation des écosystèmes, celle de la vie sauvage et des conditions de travail équitables, la conservation de l'eau et des sols, etc.[réf. nécessaire]

## Critiques adressées au label Rainforest Alliance
Le label Rainforest Alliance n'est pas un label de commerce équitable. Contrairement au label Fairtrade développé par Max Havelaar et FLO, Rainforest Alliance ne fixe pas de prix minimum qui protège les petits producteurs en cas de chute des cours du marché en dessous d'un prix viable. Il ne prévoit pas non plus de préfinancement des petits producteurs.
Les conditions d'applications du label font également l'objet de critiques ; ce dernier étant attribuable à un paquet ne contenant que 30 % de café certifié Rainforest Alliance, tandis qu'une autre critique pointe le manque d’intérêt voire l’indifférence des questions sociales dans les plantations labellisées Rainforest Alliance. L'ONG se défend en clamant son amélioration continue.